# Gunnar Hoydal
Gunnar Hoydal (* 12. September 1941 in Kopenhagen; † 15. April 2021) war ein färöischer Schriftsteller und Architekt, er war Vorsitzender des Schriftstellerverbandes der Färöer.

## Leben
Gunnar Hoydal war der Sohn von Karsten Hoydal und Marie Luise Hoydal, geborene Falk-Rønne. Neben seinem Zwillingsbruder Kjartan hat er den älteren Bruder Egil und die jüngere Schwester Annika. Er hat zusammen mit seiner Frau Jette, geborene Dahl, die Kinder Marianna, Kristina und Dánial. Sein Neffe Høgni ist der Sohn seines Zwillingsbruders und über die Färöer hinaus als Politiker bekannt.
Nach dem Ende der Isolierung der Färöer im Zweiten Weltkrieg vom „Mutterland“ Dänemark, kehrte die Familie 1945 mit dem ersten Passagierdampfer, der M/S Aarhus, auf die Färöer zurück. An Bord befanden sich viele damalige und künftige Intellektuelle, die junge Elite des Landes, die bei Ausbruch des Krieges in Kopenhagen fest gesetzt war.
1946–1950 lebte die Familie in Klaksvík und zog später in die Hauptstadt Tórshavn. In seinem Elternhaus wuchs er mit Schafen, Rindern, Hühnern und Gänsen auf. Er ging auf die Dorfschule von Hoyvík, später auf die Kommunalschule von Tórshavn und dann auf die Realschule. Doch 1954 zog die Familie nach Südamerika, wo sein Vater im Auftrag der FAO in Manta, Ecuador bis 1957 eine Fischfabrik baute.
Gunnar Hoydal wurde 1955 auf die Sorø Akademi in Dänemark geschickt, wo er 1960 sein Abitur in Sprachen machte. 1961 machte er seine mathematische Prüfung und im selben Jahr das Philosophikum. Er studierte Altphilologie, Altgriechisch, Frühgeschichte, Kunstgeschichte und Architektur.
1967–1972 arbeitete Hoydal in verschiedenen Architekturbüros in Kopenhagen und gewann 1969 einen nordischen Architektenwettbewerb zur Tórshavner Altstadt. Seitdem war er städtebaulicher Berater der Kommune Tórshavn. 1972 erhielt er den Titel „Stadtarchitekt von Tórshavn“. In den 70er und 80er Jahren zeichnete er verantwortlich für den umfassenden Stadtausbau von Tórshavn. Für sein Werk, insbesondere in der Altstadt, wurde er mit dem dänischen Preis Danske Arkitekters Æreskaleidoskop ausgezeichnet. 1997, zum 25-jährigen Dienstjubiläum, beendete er seine Architektenlaufbahn, um fortan nur noch als Autor und Übersetzer arbeiten zu können.
Sein literarisches Schaffen umfasst Gedichte, Liedtexte (für seine Schwester Annika), verschiedene Belletristik sowie Fachliteratur über färöische bildende Kunst und Künstler.
Unter seinen vielen Tätigkeiten und Ämtern sind zu nennen:
- 1965–1969 – Chefredakteur der Zeitung Framin in Kopenhagen
- 1969–1972 – Chef des Verlages Mentunargrunnur Studentafelagsins
- 1977–1981 – Chefredakteur der Literaturzeitschrift Varðin
- 1981–1986 und 1998–2004 Vorsitzender des Schriftstellerverbandes der Färöer
- 1982–1988 – Gründer und erster Vorsitzender des Künstlerverbandes LISA
- 1982–1988 – Mitglied des Kulturfonds des Løgtings
- 1980–1996 – Vorsitzender des Architektenverbandes der Färöer
- Vorsitzender der Leitung des Kunstmuseums der Färöer

## Auszeichnungen
- o. A. – Danske Arkitekters Æreskaleidoskop als Stadtarchitekt der Kommune Tórshavn
- 1982 – Färöischer Literaturpreis
- 1989, 1993 und 2010 – Nominierung zum Literaturpreis des Nordischen Rates (nicht erhalten)
- 2002 – Färöischer Kulturpreis

## Werke
- Myndasavn, bók um listamannin Ingolf Jacobsen á Kamarinum, 1972 (Künstlerbiografie)
- Den gode vilje, zusammen mit Steinbjørn B. Jacobsen, 1976 (Fernsehspiel auf Dänisch für Danmarks Radio)
- Av longum leiðum, 1982 (Kurzgeschichten und Reisebeschreibungen)
  - Långt bortifrån, 1992 (auf Schwedisch)
  - Hieraus: Liebeskummer (Hjartasorg) und Weit weg und blass (Fjarur og følin). In: »Von Inseln weiß ich...« Geschichten von den Färöern. Herausgegeben von Verena Stössinger und Anna Katharina Dömling, Unionsverlag 2006, ISBN 3-293-00366-4
- Mit eget land, 1983, zusammen mit Annika Hoydal (Lieder)
- Hús úr ljóði, 1988 (Gedichtband)
- Ingálvur av Reyni, zusammen mit anderen, 1989 (Künstlerbiografie)
- Dulcinea, 1990, zusammen mit Annika Hoydal (Lieder)
- Undir Suðurstjørnum, 1991 (Roman)
  - Stjernerne over Andes, 1996 (dänische Übersetzung)
  - Under Southern Stars, 2003 (englische Übersetzung)
- Tróndur Patursson, 1991 (Künstlerbiografie)´
- Janus Kamban, 1995 (Künstlerbiografie)
- Skeyk, 1997 (Musical für Jugendliche)
- Havið, zusammen mit Annika Hoydal, 1999 (Lieder)
- Dalurin Fagri, 1999 (Roman)
- Land í sjónum, 2001 (Prosa)

## Sekundärliteratur
- Malan Marnersdóttir: ”Sprog og sted. Gunnar Hoydals roman ’Undir suðurstjørnum’”. In: Der Norden im Ausland – das Ausland im Norden. Formung und Transformation von Konzepten und Bildern des Anderen vom Mittelalter bis heute. Wien, 2006. S. 453–60.